# Tuanjie (socken i Kina, Hunan)
Tuanjie (kinesiska: 团结, 团结瑶族乡) är en socken i Kina. Den ligger i provinsen Hunan, i den södra delen av landet, omkring 240 kilometer söder om provinshuvudstaden Changsha. Antalet invånare är 1820. Befolkningen består av 868 kvinnor och 952 män. Barn under 15 år utgör 13,0 %, vuxna 15-64 år 73 %, och äldre över 65 år 12,0 %.
Genomsnittlig årsnederbörd är 1 800 millimeter. Den regnigaste månaden är augusti, med i genomsnitt 276 mm nederbörd, och den torraste är oktober, med 25 mm nederbörd.